# (20486) 1999 NU56
A (20486) 1999 NU56 a Naprendszer kisbolygóövében található aszteroida. A LINEAR projekt keretében fedezték fel 1999. július 12-én.